# Нова Кузня (Опольське воєводство)
Нова Кузня (пол. Nowa Kuźnia) — село в Польщі, у гміні Прушкув Опольського повіту Опольського воєводства.
Населення — 346 осіб (2011).

## Демографія
Демографічна структура станом на 31 березня 2011 року:
|          | Загалом | Допрацездатний вік | Працездатний вік | Постпрацездатний вік |
| -------- | ------- | ------------------ | ---------------- | -------------------- |
| Чоловіки | 166     | 41                 | 108              | 17                   |
| Жінки    | 180     | 19                 | 119              | 42                   |
| Разом    | 346     | 60                 | 227              | 59                   |